# Макензи Линц
Макензи Линц (на английски: Mackenzie Lintz) е американска актриса, добила популярна с „Игрите на глада“.

## Детство
Родена е на 22 ноември 1996 г. в семейство на актьори. Сестра ѝ Мадисън Линц играе София Пелетиер в сериала „Живите мъртви“, а брат ѝ Матю Линц участва в „Пираня ЗDD“.